# Circunscripciones electorales de Granada (país)
Las circunscripciones electorales (en inglés: election constituencies) o distritos electorales (en inglés: election districts) son las unidades territoriales en las que se divide Granada con propósito de las elecciones a la Cámara de Representantes. Cada circunscripción elige a un miembro del Parlamento (MP) por simple mayoría de votos, que ocupa su cargo por un mandato máximo de cinco años, sin que exista un límite de tiempo por el cual una persona pueda ser elegida parlamentario.
La cuarta parte de la constitución de Granada reglamenta los distritos electorales y establece las reglas para la delimitación de las circunscripciones. De acuerdo con la constitución, Granada se divide en el número de distritos electorales que con sus respectivos linderos se establezcan en una orden del Gobernador General. Se configura una Comisión de Demarcación de Distritos Electorales de Granada, conformada por el presidente de la Cámara de Representantes y cuatro miembros designados por el Gobernador General (dos por consejo del primer ministro y dos por consejo del líder de la Oposición). La Comisión puede elaborar dos tipos de informes: uno recomendando la cantidad de circunscripciones nuevas que se deberían crear o cuyos límites deban alterarse, o uno estableciendo que no se considera necesario ampliar el número de circunscripciones ni alterar sus límites.

## Circunscripciones electorales
Desde las elecciones generales de 1972, Granada ha mantenido las mismas quince circunscripciones electorales, sin que se haya producido una redistribución desde la ampliación del Parlamento de diez a quince escaños poco antes de la independencia.
| Circunscripción               | Primera elección | Parlamentario/Partido (2022) | Parlamentario/Partido (2022)  | Mapa |
| ----------------------------- | ---------------- | ---------------------------- | ----------------------------- | ---- |
| Carriacou y Pequeña Martinica | 1951             |                              | Tevin Andrews (NDC)           |      |
| Saint Andrew North East       | 1972             |                              | Kate Lewis-Peters (NNP)       |      |
| Saint Andrew North West       | 1972             |                              | Delma Thomas (NNP)            |      |
| Saint Andrew South East       | 1972             |                              | Emmalin Pierre (NNP)          |      |
| Saint Andrew South West       | 1972             |                              | Lennox Andrews (NDC)          |      |
| Saint David                   | 1951             |                              | Dickon Mitchell (NDC)         |      |
| Ciudad de Saint George        | 1951             |                              | Peter David (NNP)             |      |
| Saint George North East       | 1972             |                              | Ron Redhead (NDC)             |      |
| Saint George North West       | 1972             |                              | Keith Mitchell (NNP)          |      |
| Saint George South            | 1962             |                              | Andy Williams (NDC)           |      |
| Saint George South East       | 1972             |                              | Alfred Telesford (NDC)        |      |
| Saint John                    | 1962             |                              | Kerryne James (NDC)           |      |
| Saint Mark                    | 1962             |                              | Clarice Modeste-Curwen (NNP)  |      |
| Saint Patrick East            | 1972             |                              | Dennis Matthew-Cornwall (NDC) |      |
| Saint Patrick West            | 1972             |                              | Joseph Andall (NDC)           |      |